# Lelek
Lelek, jedna od bandi Songish Indijanaca na jugu otoka Vancouver u Britanskoj Kolumbiji, Kanada. Boas je jedini koji ih (uz Kukuleke) spominje (u 6th Rep. N. W. Tribes, Can., 17, 1890),.
Ime im se kasnije ne spominje među suvremenim Songish skupinama.

## Vanjske poveznice
- Canadian Indian Tribe History  Arhivirana inačica izvorne stranice od 23. travnja 2008. (Wayback Machine)